# Dag van Potsdam

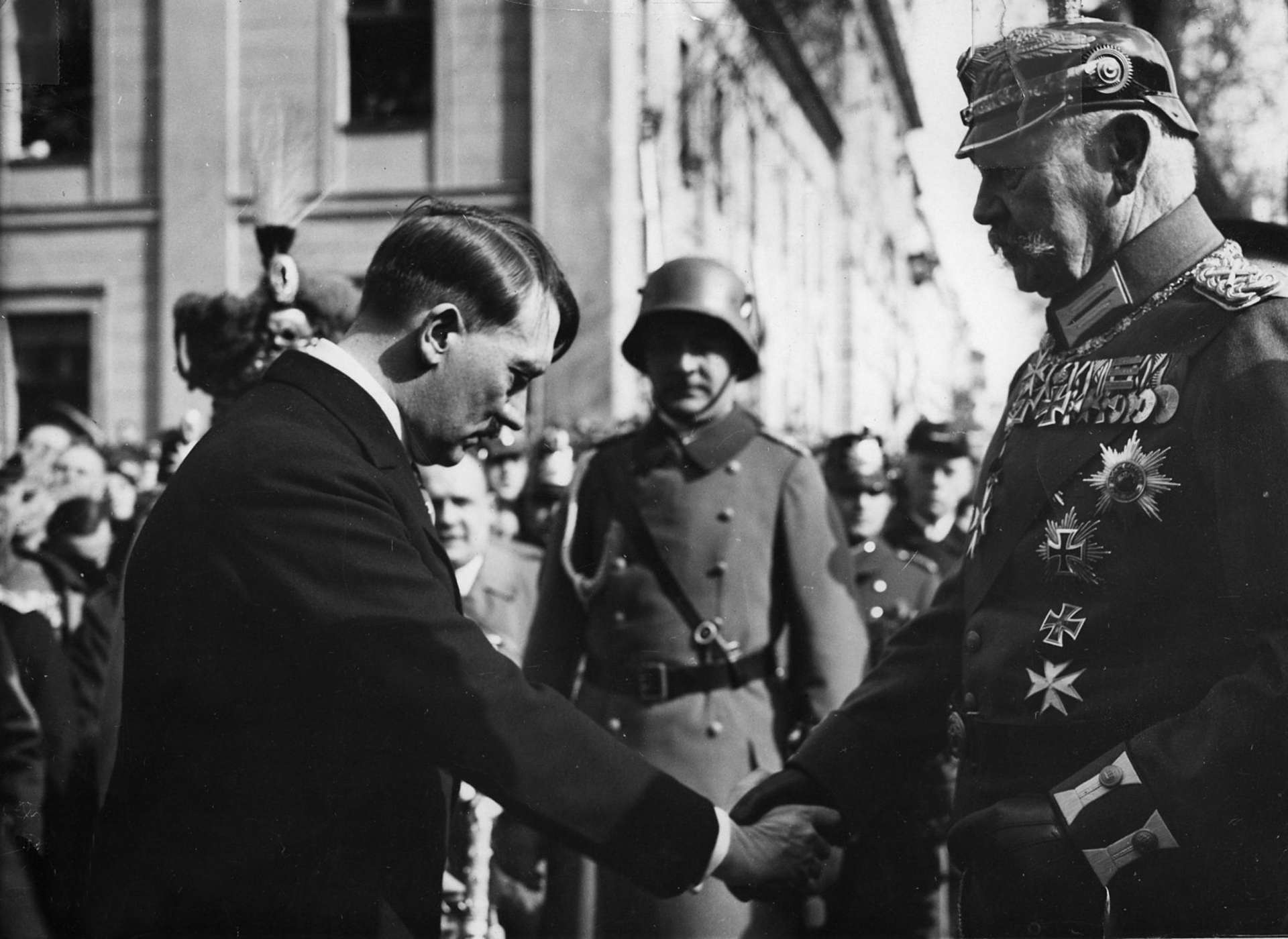
Rijkskanselier Adolf Hitler buigt voor Rijkspresident Paul von Hindenburg en geeft hem een hand. Met dit gebaar wilde Hitler laten zien dat Hindenburg nog altijd het eigenlijke staatshoofd was en dat er geen gevaar uitging van de nazi's.

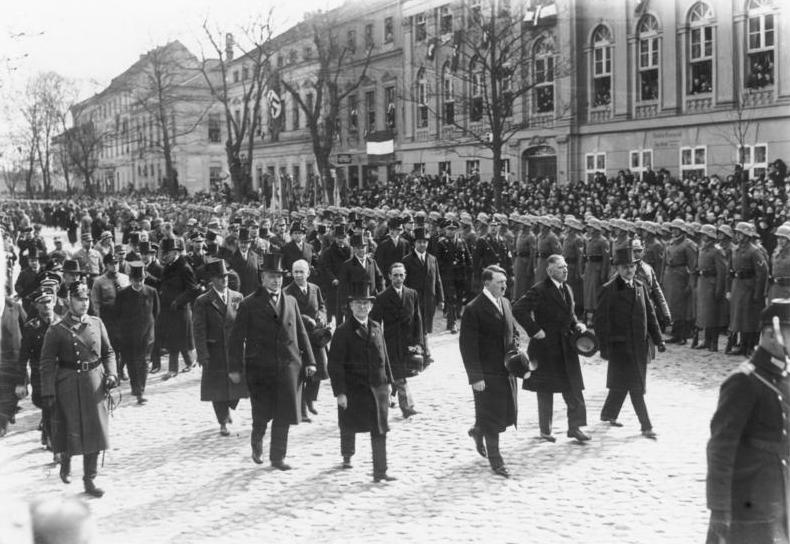
Adolf Hitler en andere leden uit het Kabinet-Hitler voor de Garnisonskirche in Potsdam. Rechts een erewacht van de Reichswehr.

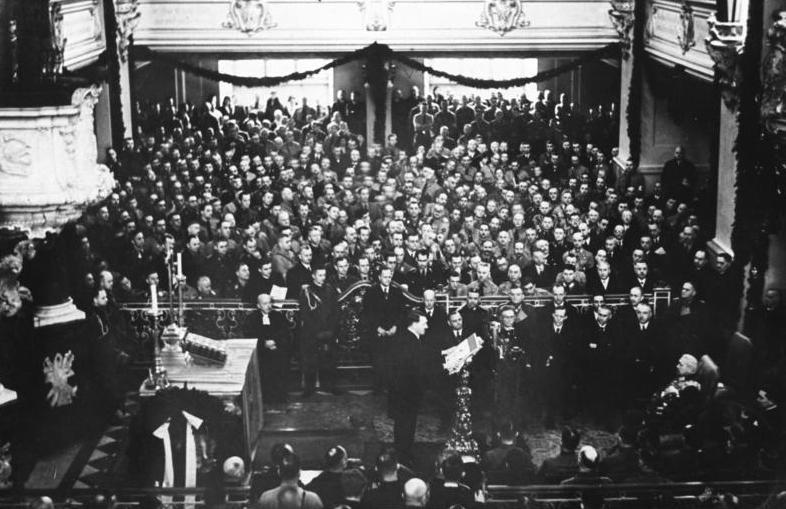
Hitler houdt een toespraak in de Garnisonskirche.

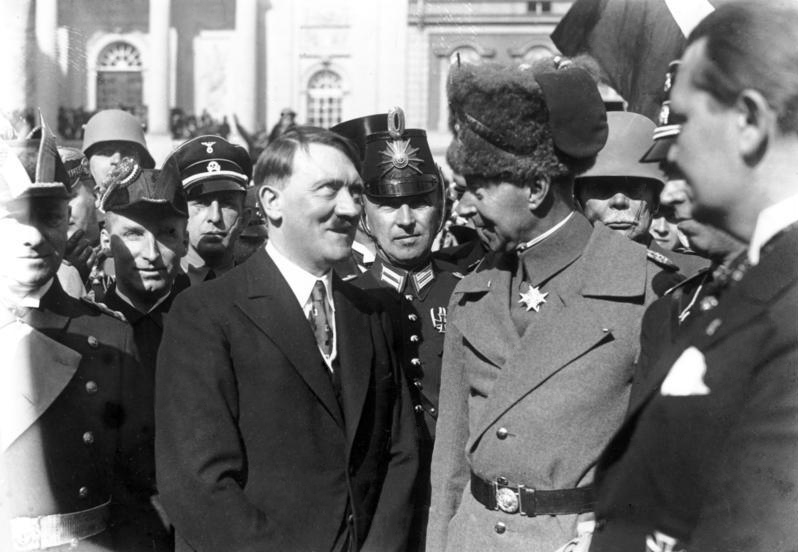
Adolf Hitler en de Pruisische kroonprins Wilhelm, de zoon van de afgetreden keizer Wilhelm II op de Dag van Potsdam.

De Dag van Potsdam (Duits: Tag von Potsdam) op 21 maart 1933 was de officiële openingsceremonie van de nieuwgekozen Rijksdag, waarbij de eenheid van het oude Duitse Keizerrijk en het nieuwe nationaalsocialistische Duitsland werd gedemonstreerd.

## Voorgeschiedenis
Na de benoeming van Adolf Hitler tot rijkskanselier op 30 januari 1933 moest de Rijksdag worden ontbonden en werden er nieuwe Rijksdagverkiezingen uitgeschreven. Op 5 maart 1933 werd de nieuwe Rijksdag gekozen. Naar aanleiding van de Rijksdagbrand, waarvan de nazi's de communisten de schuld gaven, nam het aantal zetels van de nationaalsocialisten sterk toe. Ze hadden echter geen absolute meerderheid en dientengevolge werd een regeringscoalitie gesloten met het rechtse Strijdfront Zwart-Wit-Rood dat onder andere bestond uit de nationalistische, monarchistische Duitse Nationale Volkspartij (DNVP).
De NSDAP wilde de Machtigingswet, volgens welke de nazi's hun beleid konden uitvoeren zonder parlementaire steun, doorvoeren. Hiervoor was volgens de grondwet van de Weimarrepubliek echter een tweederdemeerderheid in de Rijksdag nodig. De nazi's hadden dus de steun nodig van de liberale partijen, het Zentrum en de DNVP. Door middel van de Dag van Potsdam hoopten de nazi's de rechtse en burgerlijke partijen te overtuigen van hun verbintenis met het oude Pruisen en ze wilden aantonen dat Rijkspresident Paul von Hindenburg nog altijd het ware staatshoofd was.

## Verloop
De opening van het parlement was dit keer niet in het Rijksdaggebouw, want dat was een week voor de verkiezingen door brand verwoest. Adolf Hitler had het evenement doen verplaatsen naar Potsdam. Hier hadden Pruisische en Duitse koningen hun paleizen staan en hadden ze eeuwige trouw gezworen. Potsdam was voor de feestelijke openingsceremonie van de Rijksdag versierd met zwart-wit-rode vlaggen van het oude keizerrijk en met hakenkruisvlaggen. Voor de Rijkspresident Hindenburg en de protestantse Rijksdagleden was er een kerkdienst in de Nikolaikirche en voor de katholieken een kerkdienst in de Stadtpfarrkirche. Na een triomfmars door de stad was er nog een ceremonie in de Garnisonkirche, een symbolische plek van het oude Pruisen. Rijkspresident Hindenburg stond naast de lege keizerstroon en droeg het uniform van een Pruisische veldmaarschalk. Hindenburg sprak Hitler, die een jacquet en geen uniform droeg, toe met de woorden: "Moge de oude geest van deze glorieuze plek ook het huidige geslacht bezielen, moge het ons vrijmaken van egoïsme en partijstrijd en ons in nationale zelfbezinning en zielsvernieuwing samenvoegen tot heil van een verenigd, vrij en trots Duitsland". Op de trappen van de Garnisonskirche maakte Hitler een buiging voor de 85-jarige Rijkspresident en hij prees hem in een toespraak. Vervolgens werden er kransen gelegd op de graven van Pruisische koningen en daarna paradeerden de Sturmabteilung en de Reichswehr voor Hindenburg.
Vanwege dit Pruisische praalvertoon weigerden de Rijksdagleden van de SPD aanwezig te zijn. De communisten konden niet aanwezig zijn aangezien velen van hen waren opgesloten in concentratiekampen.

## Doel van de Dag van Potsdam
De Dag van Potsdam moest duidelijk maken dat het nieuwe Duitsland van de nazi's een voortzetting was van het aloude monarchistische Pruisen, waarbij Adolf Hitler als een opvolger van Frederik de Grote, Otto von Bismarck en Paul von Hindenburg werd gepresenteerd.
Aangezien het Rijksdaggebouw uitgebrand was, moest er een andere locatie gevonden worden voor de openingsceremonie van de nieuwe Rijksdag. Men koos heel bewust voor Potsdam. In Potsdam resideerden voor 1918 de Pruisische koningen en zodoende was de stad een symbool van het glorieuze Duitse Keizerrijk. Zelfs de datum van de Dag van Potsdam herinnerde aan het keizerrijk, want op 21 maart 1871 kwam de eerste Rijksdag van het keizerrijk bijeen.
De Dag van Potsdam was tot in de puntjes voorbereid door Joseph Goebbels, de minister van propaganda. Om het propaganda-effect van de dag te maximaliseren konden alle Duitsers de toespraken horen via de radio.

## Aanname van de Machtigingswet
Twee dagen na de Dag van Potsdam werd de Machtigingswet aangenomen. De KPD-afgevaardigden namen niet deel aan de stemming, en de SPD stemde tegen. Alle andere partijen stemden voor. De Dag van Potsdam speelde een rol bij het creëren van het beeld van de NSDAP als "traditionele" partij en versterkte bij veel Duitsers de nationalistische gevoelens.